# Corsica Gardiennage Services
Corsica Gardiennage Services (ou CGS) est une entreprise française disparue de gardiennage, fondée en 1996 (date d'immatriculation : 22 mars 1996) en Corse, à Bastia, avec un capital de 7 622 €.
Son activité déclarée était le « gardiennage, surveillance, protection d'établissement biens et valeurs ». La société fut accusée par la justice d'être liée au FLNC, et d'être contrôlée de fait par Charles Pieri.
La gérante était Paola Elisabeth Lazarini, née le 26/05/1969 à Zonza (Corse-du-Sud).
Au 31 décembre 2005, le chiffre d'affaires déclaré était de 2 M€.
En novembre 2007, la société est mise en liquidation judiciaire par le Tribunal de Commerce de Bastia.

## Historique des gérants
- Paola Elisabeth Lazarini, à partir du 21 juillet 2004
- André Dominique Negroni (né le 5 novembre 1936), à partir du 17 avril 2002
- Dominique Renucci, à partir du 7 mai 1996

## CGS, héritière deBastia Securita
La société Corsica Gardiennage Services fut créée après la dissolution de Bastia Securita (RCS 339 332 983), une société de transport de fonds dont deux « cadres » très connus étaient Charles Pieri et François Santoni. À sa dissolution, la société s'est recréée sous la forme de deux sociétés : Esse, pour le transport de fonds, et Corsica Gardiennage Services, pour le gardiennage.

## Liens avecCharles Pieri
Charles Pieri est l'un des fondateurs de la société Corsica Gardiennage Services. En juillet 1996, c'est en sortant des locaux de la société de gardiennage qu'il fut victime d'un attentat au cours duquel il a perdu un œil et un tympan.
Le 26 août 1996, il cède ses parts à son gendre Stéphane Verdi, à l'époque époux d'Elodie Pieri, sa fille. Il fut toutefois toujours rémunéré en tant que directeur commercial jusqu'en 2003.
Lors d'un procès devant neuf magistrats professionnels de la cour d'assises spéciale de Paris, sans jury populaire, il affirma n'avoir « jamais participé à quoi que ce soit du fonctionnement de la CGS ».
Réponse de la présidente de la Cour d'Assise : « Vous n'en avez jamais perdu le contrôle et via votre gendre, puis votre épouse, vous avez toujours gardé une part majoritaire ».
Charles Pieri était poursuivi pour « abus de biens sociaux, association de malfaiteurs en relation avec une entreprise terroriste, extorsion ».
Le 11 mars 2002, Stéphane Verdi cède ses parts à Antonia Marty-Dessus, la compagne de Charles Pieri (qu'il épousera le 3 août 2002) qui prend ainsi la majorité des parts du capital de la société.
Le 12 janvier 2004, Élodie Pieri, la fille de Charles, est mise en examen et écrouée. Les enquêteurs la soupçonnent notamment d'avoir bénéficié d'un emploi de complaisance au sein de la CGS.

## Liens avec leFLNC
Plusieurs salariés de Corsica Gardiennage Services ont été accusés d'être liés au FLNC. En effet, sur 9 prévenus, 8 étaient salariés de la société. Ils étaient poursuivis pour « association de malfaiteurs en relation avec une entreprise terroriste », détention d'armes, d'engins explosifs ou encore « destruction du bien d'autrui en bande organisée par un moyen dangereux ».
Pour l'accusation, la CGS était « une société nationaliste pour des nationalistes ». En 2003, Marina Paolini (qui fut la secrétaire de CGS entre 1996 et 2002), mise en examen dans l’enquête visant Charles Pieri, affirme aux enquêteurs que Corsica Gardiennage Services servait de « vache à lait » au nationalisme corse. « Selon moi, un million de francs ont été détournés (...) J’ai remis à M. Mosconi 15 000 francs par mois par virement ou en espèces, plus les à-côtés, de septembre 1998 à janvier 2002 ». Elle reconnaît avoir opéré des détournements de fonds à la demande d'un bras droit de Charles Pieri, Jacques Mosconi, et ajoute que la CGS était « entre les mains des nationalistes ».